# Sphodrias
Sauf précision contraire, les dates de cet article sont sous-entendues « avant l'ère commune » (AEC), c'est-à-dire « avant Jésus-Christ ».
Sphodrias, en grec ancien Σφοδρίας, est un général et harmoste spartiate du IVe siècle av. J.-C.

## Notice historique
En hiver 379-378, après l’échec d’une expédition contre Thèbes du roi de Sparte Cléombrote II, Sphodrias est chargé de garder Thespies comme base avancée. Au printemps de 378, il tente de prendre Athènes en une seule nuit par un coup de force contre Le Pirée, dont les portes ne sont pas encore fortifiées, échoue, et déclenche la guerre entre Sparte et Athènes, qui s’allie à Thèbes, et forme Seconde confédération athénienne. Désavoué par Sparte, qui est officiellement en paix avec Athènes, il est rapatrié et officiellement condamné, mais lavé de tout soupçon et acquitté. Son fils Cléonymos a participé à la bataille de Leuctres en 371, où il a perdu la vie. 

## Histoire
Les historiens sont divisés sur les causes de cette attaque surprise : il y a deux courants. Le premier dit que Sphodrias a agi sur les ordres de Sparte, et donc il s'agissait d'un acte de guerre prémédité ; l’autre courant , de tradition thébaine, veut que Sphodrias ait agi en son seul nom soit pour faire plaisir à son roi Agésilas dont il était proche, soit pour le compte des Thébains dont il aurait accepté les cadeaux. Dans ce cas de figure, Agésilas II aurait été aidé par son éraste, Lysandre, à monter sur le trône. En retour, le fils d'Agésilas aurait usé de son influence auprès de son père pour faire acquitter Sphodrias, le père de son éromène.

## Sources et bibliographie
- Xénophon, Helléniques [lire en ligne], VI.
- Fred Eugene Ray, Greek and Macedonian Land Battles of the 4th Century B.C. : A History and Analysis of 187 Engagements, McFarland, 2012, 244 p. (ISBN 978-1-4766-0006-2, lire en ligne)
- Eugène Talbot, Xénophon. Œuvres complètes, t. 3 : Les Helléniques. L’Apologie de Socrate. Les Mémorables, Garnier-Flammarion, 1967.